# Eltershofen
Eltershofen ist ein Stadtteil von Schwäbisch Hall im gleichnamigen Landkreis im nordöstlichen Baden-Württemberg.

## Geographie
Der namengebende Hauptort der früher selbstständigen Gemeinde liegt etwa 4 Kilometer im Nordosten der Stadtmitte von Schwäbisch Hall auf der leicht hügeligen nördlichen Haller Ebene zwischen den tief eingeschnittenen Tälern des Kochers im Westen und Nordwesten und der Bühler weiter im Nordosten. Das kleine Haufendorf ist landwirtschaftlich geprägt. Der kurze Bach Diebach zum Kocher entsteht etwas südlich des Ortes und durchquert ihn in recht flachem Lauf, ehe er nach Passieren des örtlichen Wasserschlosses am nördlichen Ortsrand bald durch die Ölklinge steil zum Kocher abfällt. Ums Weichbild liegen Wiesen und viele Äcker, Wald steht nur in einiger Entfernung am Kochertalabhang und in der Ölklinge. Durchs Dorf zieht sich in einem Linksbogen eine Erschließungsstraße von der L 2218 im Süden (Alttrasse der B 14 in Richtung Crailsheim) zur Haller Ostumgehung im Westen.
Zum Stadtteil gehört der eigenständige Teilort Breitenstein. Er liegt auf dem schon leicht einfallenden Rand der Hochebene fast an der Hangkante zum Kochertal bei den Quellen des Eltershofer Bachs. Etwas vor dem Jahr 1970 erbauten zunächst die noch selbständigen Gemeinden Eltershofen, Weckrieden und Gelbingen auf der grünen Wiese und in der geographischen Mitte zwischen den drei Orten die sogenannte EWG-Schule, eine gemeinsame Grund- und Hauptschule. Einige Jahre danach wurde Anfang der 1970er Jahre um die Schule herum ein Wohngebiet aus Ein- und Zweifamilienhäusern errichtet.

## Geschichte
1248 wird Eltershofen erstmals erwähnt im Zusammenhang mit einem Rechtsstreit zwischen der Haller Johanniterkommende und drei Brüdern um die örtliche Burg. Neben den Philips-Eberhart, die nach Eugen Gradmann schon 1210 auf der Burg Eltershofen als Ortsadel saßen und später als Patrizier auch als Haller Bürger in Erscheinung traten, waren hier noch weitere Haller Bürgerfamilien, das Kloster Comburg und Grafen von Hohenlohe begütert.
1516 starb das Geschlecht der Philips-Eberhart aus. Die Burg gelangte danach in den Besitz der Haller Familie Nagel, die sich nun von Eltershofen nannte und unter anderem den Eltershofenschen Altar in St. Nikolaus stiftete.
1536 brannte ein Großteil des Ortes ab. 14 Gebäude wurden durch diesen Brand zerstört.
Ebenfalls im 16. Jahrhundert erwarb die Reichsstadt Hall den überwiegenden Teil des Dorfes und übernahm damit die grundherrlichen Rechte über den Ort. Dadurch wurde die Gemeinde Teil des Haller Landterritoriums und war dem hällischen Amt (In der) Schlicht unterstellt.
Während des Dreißigjährigen Krieges wurde Eltershofen 1645 ein weiteres Mal durch einen Dorfbrand verwüstet. Diesmal fielen 23 Gebäude den Flammen zum Opfer.
Wohlhabende Haller Bürger bauten in der zweiten Hälfte des 17. Jahrhunderts die Burg zu einem repräsentativen Landsitz um, dem heutigen Schloss.
1769 wurde laut Gradmann die heutige Dorfkirche neu aufgebaut, vermutlich auf Teilen eines Vorgängerbaus, einer Kapelle zur Heiligen Magdalena.
Nach Auflösung der Reichsstadt und Übernahme der Haller Landgebiete durch Württemberg 1802 gehörte die Gemeinde zum neu gegründeten württembergischen Oberamt Hall, aus dem 1934 der Kreis Hall und 1941 der Landkreis Schwäbisch Hall hervorging.
Am 1. Juli 1973 wurde Eltershofen nach Schwäbisch Hall eingemeindet.

## Sehenswürdigkeiten

Eltershofen in einer Haller Chronik um 1600

### Bauwerke
- Schloss Eltershofen
- Dorfkirche Eltershofen. Eugen Gradmann beschrieb sie 1907 so: Die evangelische Filialkirche ist 1769 neu aufgebaut, einfach und schmucklos. Der runde Chorbogen vielleicht noch romanisch. Im Chor ein neueres Kreuzgewölbe ohne Rippen. Ein Dachreiter als Glockenturm. Altarschirm von 1683 mit kunstlosem Ölbild des ersten Abendmahls

### Naturdenkmal Friedhofseiche
⊙ Eine als Naturdenkmal (ND-Nr. 81270760008)  ausgewiesene, mindestens 400-jährige monumentale Stieleiche am Friedhof mit 7,65 Meter Umfang und 18 Meter Höhe.